# 王金山 (1945年)
王金山（1945年2月—），男，漢族，吉林怀德（今公主嶺）人，中华人民共和国政治人物。是中共第十五屆候補中央委員，十六、十七屆中央委員。

## 生平
王金山1968年畢業於四平師範專科學校（今吉林师范大学）。1971年加入中國共產黨。歷任公主嶺市農業局副局長，中共梨树县委副書記 ，吉林省人民政府副省長，中共白城地委副書記、書記，白城地区行政公署專員，中共吉林省委組織部副部長、部長，中共吉林省委常委；1992年晋升中共吉林省委副書記；1996年8月，转任中共浙江省委副書記。後任全國供銷合作總社黨組書記。
2002年10月，王金山出任安徽省人民政府副省長、代省長；并在2003年1月召开的安徽省第十屆人民代表大會第一次會議上，當選安徽省省長。2007年11月，升任中共安徽省委书记；次年1月起，兼任安徽省人大常委会主任。
2010年5月，65岁的王金山因年龄到限，被免去在安徽的领导职务。同年6月，增补为全国人大农业与农村委员会副主任委员。